# Shirasawa Hisanori
Shirasawa Hisanori (sinh ngày 13 tháng 12 năm 1964) là một cầu thủ bóng đá người Nhật Bản.

## Đội tuyển bóng đá quốc gia Nhật Bản
Shirasawa Hisanori được triệu tập vào đội tuyển Nhật Bản tham dự Cúp bóng đá châu Á 1988.